# Вертолётный инцидент в Кодорском ущелье (2007)

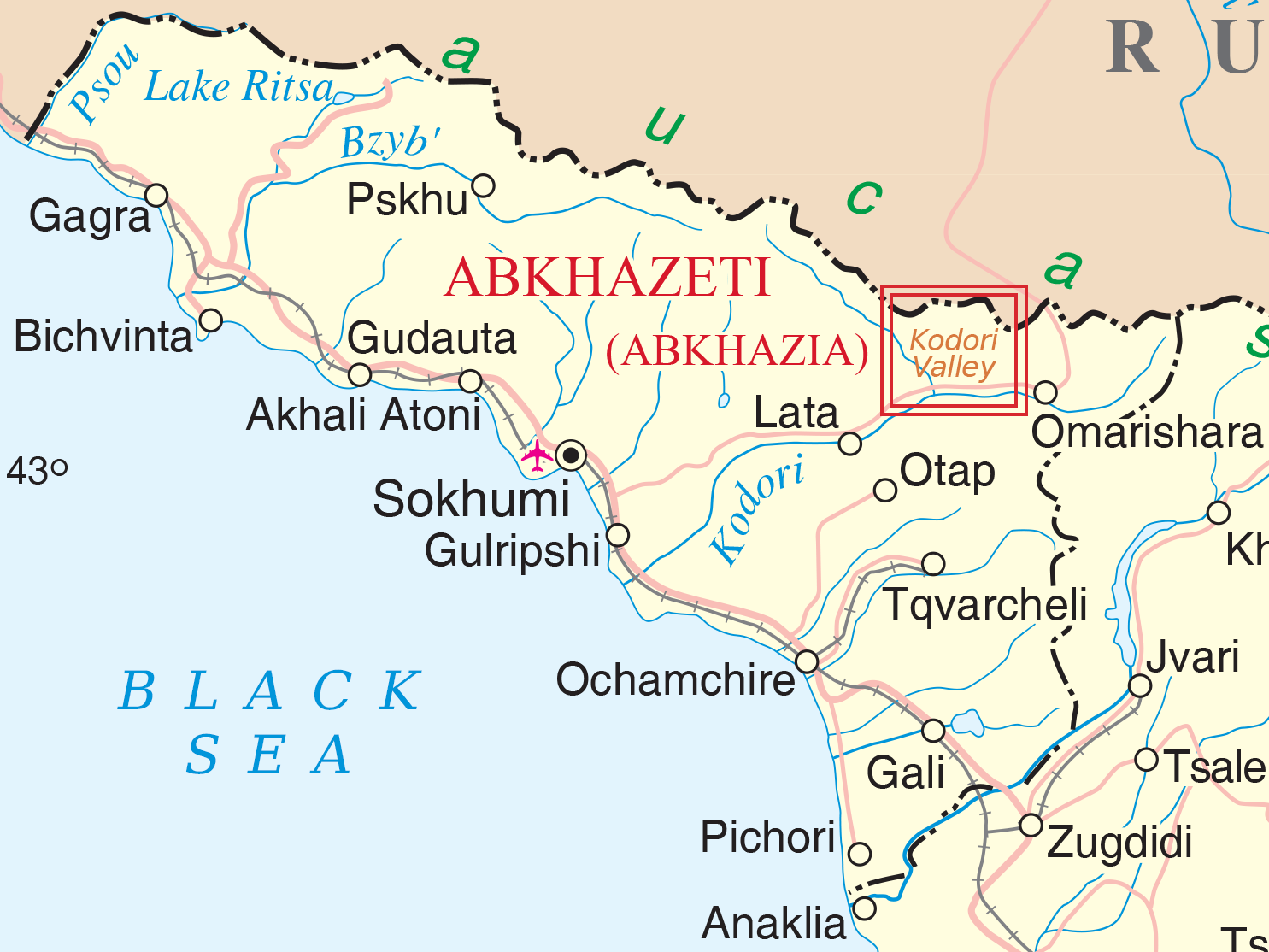
Расположение Кодорского ущелья.

Вертолетный инцидент в Кодорском ущелье — обвинение Грузии, что три российских вертолета обстреляли Кодорское ущелье в Абхазии 11 марта 2007 года. Это отделившаяся автономная республика в северо-западной Грузии (в то время Кодорское ущелье было единственной частью Абхазии, все ещё находившейся под контролем Грузии). Произошло нападение на село Чхалта, в результате которого была повреждена школа и правительственный штаб Абхазской Автономной Республики. Россия отрицала какие-либо атаки и заявила, что все её воздушные суда вблизи этого района были посажены в минувшие выходные.

## Реакции

### Грузия
Президент Грузии Михаил Саакашвили провел экстренное совещание после предполагаемого инцидента и сказал Совету Безопасности, что инцидент создал серьёзную ситуацию и представляет собой «очень опасную, серьёзную и далеко идущую провокацию», но он прямо не указывал на Россию. Он сказал, что «не хочет выдвигать обвинения против одной конкретной стороны. Министр иностранных дел Грузии получил указание связаться со своим российским коллегой и решительно потребовать от России реакции на эту ситуацию».
14 марта Николоз Руруа, тогдашний заместитель председателя комитета по обороне и безопасности парламента Грузии, указал на Россию, сказав, что вертолёты прибыли с территории России. Далее он сообщил, что «вертолёты, предварительно идентифицированные как Ми-24 прилетели [в Кодорское ущелье] с территории России, а точнее, с территории Кабардино-Балкарии». Они сделали круг над селами Верхней Абхазии и, делая второй круг, сбросили около 20 неуправляемых ракет, или так называемых НУРС". Заместитель министра иностранных дел Грузии Эка Згуладзе в тот день выступила с аналогичными заявлениями в адрес иностранных дипломатов.

### Россия
Заместитель командующего сухопутными войсками России генерал-лейтенант Валерий Евневич ответил, что вертолеты не могли летать над Кавказским хребтом. Евневич сказал:
«С российской стороны вертолёты не могут найти проход для полета из-за высоких гор. Эльбрус имеет высоту более 5000 метров. Вертолёты не могут летать над Кавказским хребтом по техническим причинам».
Представитель МИД России Михаил Камынин добавил, что Россия расследует обстоятельства стрельбы, но отметил, что военно-воздушные силы заявили, что в то время не проводили полётов в этом районе.

### Абхазия
Лидер Абхазии Сергей Багапш отрицал подобный инцидент.

### Организация Объединённых Наций
Для расследования инцидента была созвана четырёхсторонняя объединённая группа по установлению фактов. В группе, возглавляемую Миссией наблюдателей ООН в Грузии, также участвовали представители российских миротворцев, грузинской и абхазской сторон. Промежуточный отчёт был выпущен 2 апреля 2007 года, за ним последовал дополнительный отчёт 13 июня. Отчёт был безрезультатным, но подтвердил, что «вертолёты использовали несколько заходов на посадку с севера», чтобы достичь верхней части Кодорского ущелья. Это также исключило возможность участия Грузии в инциденте.

## Последствия
Грузия обвинила Россию в аналогичном инциденте в августе 2007 года, когда была выпущена ракета по грузинской территории, что отрицалось Россией. Грузия потребовала от Совета Безопасности ООН разобраться и с вертолётом, и с ракетным инцидентом.
22 августа 2007 года произошел инцидент со сбитием самолета, в ходе которого грузинской системой ПВО был сбит военный самолет, нарушивший воздушное пространство Грузии. Правительство Абхазии заявило, что самолет разбился сам по себе, и отвергло его сбитие.